# موراكسيلة بوفرية
موراكسيلة بوفرية (الاسم العلمي: Moraxella boevrei) هي نوع من البكتيريا يتبع جنس الموراكسيلة من الفصيلة الموراكسيلية.